# 4914 Pardina
4914 Pardina eller 1969 GD är en asteroid i huvudbältet som upptäcktes den 9 april 1969 av Félix Aguilar-observatoriet. Den är uppkallad efter Elsa Gutierrez Rodriguez-Pardina.
Asteroiden har en diameter på ungefär 10 kilometer och den tillhör asteroidgruppen Eunomia.